# Wembley, Alberta
Wembley är en ort i Kanada.   Den ligger i provinsen Alberta, i den centrala delen av landet, 3 200 km väster om huvudstaden Ottawa. Wembley ligger 729 meter över havet och antalet invånare är 1 574.
Terrängen runt Wembley är platt. Runt Wembley är det mycket glesbefolkat, med 2 invånare per kvadratkilometer.. Det finns inga andra samhällen i närheten. 
Omgivningarna runt Wembley är en mosaik av jordbruksmark och naturlig växtlighet.